# Бланка Суарез
Бланка Мартинез Суарез је (шп. Blanca Martínez Suárez; 21. октобар 1988. Мадрид, Шпанија) је шпанска глумица која је постала позната по улози Хулије Медине у серији Интернат (2007-2010). Номинована је за награду Гоја за улогу у филму Кожа у којој живим (2011) као најбоља нова глумица. Поред тога, глумила је у играним филмовима као што су Победнички низ (2012), Perdiendo el norte (2015) или El verano que vivimos (2020) и телевизијски серијама као што су Барка (2011-2013) на телевизији Antena 3 и Телефонисткиње (2017-2020) на Нетфликс-у.

## Биографија
Бланка Мартинез Суарез рођена је 21. октобра 1988. године у Мадриду и најмлађа је ћерка општинског архитекте и Лауре Суарез (шп. Laura Suárez), мадридске банкарке. Њен брат, једанаест година старији, је Педро Мартинез (шп. Pedro Martínez).
Студије глуме је започела 1996. године са осам година у школи Tritón de Artes Escénicas, чији је члан била тринаест година, до 2009. године када је извела своје последње дело, премда је већ стекла популарност у телевизијској серији Интернат. У почецима глумачке каријере уписала се на Универзитет Реј Хуан Карлос (Universidad Rey Juan Carlos de Madrid) у Мадриду да би стекла диплому из аудиовизуелних комуникација, међутим, напустила је студије да би се у потпуности посветила каријери.

## Каријера

### Ране године
Каријеру је започела 2007. године када је је снимила филм Eskalofrío у режији Исидра Ортиса (шп. Isidro Ortiz), иако је била у серији Интернат телевизије Antena 3 где је постала позната и где је стекла највећу популарност, добијајући све истакнутију улогу како су сезоне одмицале. Године 2008. учествовала је у филму Cobardes, Хосеа Корбаће (шп. José Corbacho) са малом улогом телевизијске уреднице. 2009. године појављује се у комедији Fuga de cerebros редитеља Фернанда Гонсалеса Молине (шп. Fernando Gonzáles Molina) и у биографском филму El Cónsul de Sodoma, о писцу Хаиме Хил де Биедма (шп. Jaime Gil de Biedma).
2011, након завршетка снимања Интерната претходне године, постала је једна од протагониста серије Барка, заједно са Мариоm Касасоm (шп. Mario Casas), са којим такође игра главну улогу у филму Неонско месо (2011)..У серији коју емитује Antena 3, играла је Аиноу током све три сезоне.

### Номинације Гоја и филмови
Исте године учествовала је у филму Кожа у којој живим, Педрa Алмодоварa (шп. Pedro Almodóvar) у улози Норме. За улогу у овом филму номинована је за најбољу нову глумицу на додели Награда Гоја. Након догађаја изабрана је за Maja de los Goya de Carrera y Carrera и награђена златним и дијамантским прстеном у облику голубице од стране компаније Carrera y Carrera која је поевазана са Наградаma Гојa. 2012. је премијерно извела Победнички низ и Miel de naranjas. Исте године, Педро Алмодовар је поноvo рачунао на њу да ђе учествовати у његовој новој комедији, Случајни љубавници, која је премијерно пиказана 8. марта 2013. године, тумачећи споредну улогу Ruth, бивше девојке Рикарда (Willy Toledo), једног од путника у авиону. У октобру је снимила епизоду за мини-исерију Cúentame un cuento, које је била премијерно приказана 2014. године на Anteni 3, у којој је играла Снежану, у иновативној савременој адаптацији.
У септембру 2013. је била заштитно лице међународног бренда, Intimissimi а у октобру је објавила да ће глумити у мини-серији од две епизоде, La bella y la bestia, копродукцији италијанске продуцијске куће Luxe Vide са Telecinco. Снимање је почело у новембру и завршило се у децембру, снимљено у потпуности на енглеском. У децембру исте године објављено је да ће глумица тумачити главну улогу, заједно са Јоном Гонсалесеом (шп. Yon Gonzáles), партнером из серије Интернат, у романтичној комедији Perdiendo el norte, која се снимана између Шпаније и Немачкe, а премијерно је приказана 2015. године. У јануару 2014. тумачила је главну улогу је у видео клипу на музичку тему „Емоционално“, певача Даниja Мартинa (шп. Dani Martín). Поред тога, од фебруара исте године почела је да пише модни блог на веб страници Vogue España. У марту је била један од протагониста минисерије Telecinco, Los nuestro, у којој су, између осталих, учествовали Уго Силва (шп. Hugo Silva) и Марина Салас (шп. Marina Salas).

### Национални успех и улоге на Нетфликсу
У октобру 2014. почело је снимање Пекара у Бруклину, романтичне комедије у режији Густава Рона (шп. Gustavo Ron), снимане у Њујорку, где је играла споредну улогу заједно са Аитором Луном (шп. Aitor Luna). У марту 2015. најављено је њено потписивање за нову историјску серију Carlos Rey Emperador, у којој је играла Изабелу од Португала. Касније, почетком септембра, објављено је да ће потписати за Telecinco мини-серију Оно што су криле њихове очи, играјуђи шпанску аристократкињу Сонсолу де Икасу. У октобру те исте године је премијерно извела филм Mi gran noche, у режији Алексa де ла Иглесијe (шп. Álex de la Iglesia) у главној улози са певачем Рафаелом и глумцима Мариом Касасом, Пепоном Ниетом (шп. Pepón Nieto) и Терелом Павесом (шп. Terele Pávez), између осталих. За улогу Паломе, Бланка је добила своју прву номинацију за награду Фероз иако на крају није освојила награду.
18. јула 2016. године, њено потписивање је било познато по првој оригиналној Нетфлик серији у Шпанији Телефонисткиње у продукцији Bambú Producciones, у којој глуми Лидију Агилар, главну улогу са Меги Сивантос (шп. Meggie Civnatos), Аном Фернандес Гарсијом (шп. Ana Fernández García), Надијом де Сантјаго (шп. Nadia de Santiago) и Аном Полворосом (шп. Ana Polvorosa). Прва сезона је премијерно приказана широм света 28. априла 2017. У јуну 2017. најављено је обнављање серије за другу и трећу сезону. У септембру 2018. најављена је четврта сезона, премијерно приказана 9. августа 2019. године. 3. јула 2020. финале серије је објављено након пет сезона, чиме је коначно завршена.
У марту 2017, заједно са глумцима Секун де ла Роса (шп. Secun de la Rosa), Кармен Маћи (шп. Carmen Machi), Марио Касас и Хаиме Ордоњес (шп. Jaime Ordóñez), премијерно је приказала филм Бар, Алекса де ла Иглесије, где игра једну од главних улога. У октобру исте године почиње снимање филма Tiempo después, у режији Хосеа Луиса Куерде (шп. José Luis Cuerda), у којем тумачи улогу Мендес и који је имао своју прву пројекцију у септембру 2018. у оквиру Међународног филмског фестивала у Сан Себастијану, уз позитивне критике. У октобру 2018. најављено је снимање оригиналног Нетфликс-овог филма у сарадњи са Bambú Producciones, Упркос свему, у којем тумачи улогу Саре, делећи главну улогу са Макареном Гарсијом (шп. Macarena García), Белен Куестом (шп. Belén Cuesta) и Амајом Саламанком (шп. Amaia Salamanca). У марту 2019. године, компанија Bambú Producciones, у сарадњи са Atresmedia и Warner Bros. Entertainment су најавили је потписивање глумице за филм El verano que vivimos у којем је глумила главну јунакињу, Лусију Вегу, заједно са Хавијером Рејем (шп. Javier Rey) и у режији Карлоса Седеса (шп. Carlos Sedes).
У јануару 2020. Нетфлик је најавио своју нову оригиналну серију у Шпанији, Јагуар, у којој глумица игра главну протагонисткињу, Исабел Гаридо, која је премијерно приказана широм света 22. септембра 2021. Исте године почело је снимање филма El cuarto pasajero, у режији Алекса де ла Иглесије.

## Приватни живот
Од 2008. до 2010. била је у вези са глумцем Хавијером Переиром (шп. Javier Preira). У марту 2011. започела је везу са колегом глумцем Мигелом Анхелом Силвестром (шп. Miguel Ángle Silvestre) кога је упознала на снимању филма Победнички низ, веза је прекинута четири године касније, 2014. Од јануара до септембра исте године, одржава кратку везу са певачем Данијом Мартином са којим је радила на видео клипу Emocional.
Од краја октобра 2015. до краја јануара 2018. имала је романтичну везу са глумцем Хоелом Боскедом (шп.Joel Bosqued) После четири године везе, што је друга најдужа коју је глумица имала после Силвестре, обoje су споразумно прекинулi везу. У марту 2018, званична је њена сентиментална веза са Мариом Касасом, глумцем са којим Бланка одржава велико пријатељство више од 13 година, од када су заједно почели да раде на Fuga de cerebros, што се поклопило са пет снимака.
Након што је прекинула везу од само две године са Мариом Касасом, почетком 2020. прочуле су се гласине да је глумица започела везу са својим колегом, Хавијером Рејем (шп. Javier Rey), на крају снимања филма El verano que vivimos. 2019. У марту 2020. потврђена је веза глумаца, пошто се галицијски глумац преселио у Бланкин дом.

## Филмографија

### Филмови
| Година | Српски назив       | Оригиналан назив      | Улога         | Напомена |
| ------ | ------------------ | --------------------- | ------------- | -------- |
| 2008   |                    | Eskalofrío            | Анхела        |          |
| 2008   |                    | Cobardes              | ТВ уредница   |          |
| 2009   |                    | Fuga de Cerebros      | Анђеоски глас |          |
| 2009   |                    | El Cónsul de Sodoma   | Сандра        |          |
| 2010   | Неонско месо       | Carne de Neón         | Вероника      |          |
| 2011   | Кожа у којој живим | El piel que habito    | Норма Ледгард |          |
| 2012   | Победнички низ     | Los Pelayos           | Ингрид        |          |
| 2012   |                    | Miel de naranjas      | Кармен        |          |
| 2013   | Случајни љубавници | Los amantes pasajeros | Рут           |          |
| 2015   |                    | Perdiendo el norte    | Карла         |          |
| 2015   | Моја велика ноћ    | Mi gran noche         | Палома        |          |
| 2016   | Пекара у Бруклину  | My bakery in Brooklyn | Данијела      |          |
| 2017   | Бар                | El bar                | Елена         |          |
| 2018   |                    | Tiempo despés         | Мендес        |          |
| 2019   | Упркос свему       | A pesar de todo       | Сара          |          |
| 2020   |                    | El verano que vivimos | Лусија Вега   |          |
| 2021   |                    | El cuarto pasajero    | Лорена        |          |
| 2021   |                    | Les cinephiles        |               |          |
| 2022   |                    | El test               |               |          |

### ТВ серије
| Година    | Српски назив                | Оригиналан назив          | Улога                      | Број епизода | Телевизија  |
| --------- | --------------------------- | ------------------------- | -------------------------- | ------------ | ----------- |
| 2007-2010 | Интернат                    | El internado              | Хулија Медина              | 63           | Antena 3    |
| 2011-2013 | Барка                       | El barco                  | Аиноа Монтеро              | 40           | Antena 3    |
| 2014      |                             | Cuéntame un cuento        | Бланка Сотело/ Ниевес      | 1            | Antena 3    |
| 2014      |                             | La bella y la bestia      | Беља                       | 2            | Telecinco   |
| 2015      |                             | Los nuestros              | Изабел Санта               | 3            | Telecinco   |
| 2015      |                             | Carlos, Rey Emperador     | Изабел од Португала        | 9            | La 1        |
| 2016      | Оно што су криле њихове очи | Lo que escondían sus ojos | Сонсолес де Исака          | 4            | Telecinco   |
| 2017-2020 | Телефонисткиње              | Las chicas del cable      | Алба Ромеро/ Лидија Агилар | 42           | Netflix     |
| 2021      |                             | El internado: Las Cumbres | Хулија Медина              | 1            | Prime Video |
| 2021      | Јагуар                      | Jaguar                    | Изабел Гаридо "Јагуар"     | 6            | Netflix     |